# Genie Family - Il ritorno del Mago Pancione
Genie Family - Il ritorno del Mago Pancione (ハクション大魔王2020?, Hakushon Daimaō 2020) è una serie televisiva anime del 2020, prodotta dalla Tatsunoko in collaborazione con Nippon Animation in 20 episodi. La serie è un reboot dello storico anime Il mago pancione Etcì (realizzata proprio per il suo 50º anniversario) dal quale riprende solo alcuni personaggi e luoghi comuni per poi ambientarsi nei giorni nostri.
La serie è stata trasmessa su ytv dall'11 aprile al 26 settembre 2020 ed è stata proposta da Yamato Video in simulcast, in versione sottotitolata, sul canale YouTube Yamato Animation. La trasmissione degli episodi è stata sospesa per un mese a causa della pandemia di COVID-19. Il doppiaggio italiano è stato pubblicato dalla stessa Yamato Video sulla piattaforma TIMvision il 21 luglio 2022.

## Trama

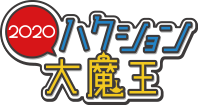
Logo originale della serie

La storia è ambientata 50 anni dopo la fine della serie originale. Kantaro, soprannominato Kanchan come suo nonno, è il protagonista; è un ragazzo pigro e svogliato che passa tutto il giorno a oziare sul suo letto e la sua unica passione sono i treni e le linee ferroviarie.
Un giorno a Kanchan viene recapitato il vaso magico, dal quale con uno sbadiglio fa uscire Akubi. La giovane maga dice che, come fece suo padre 50 anni addietro, deve fare un tirocinio sulla Terra per poter diventare Re Maga del mondo magico e spera di avere molte occasioni per usare la magia stando assieme a Kanchan. Akubi però ha fatto male i conti, perché Kanchan è tremendamente pigro e resta sempre in casa, ma con la sua esuberanza riuscirà a coinvolgerlo in molti mestieri, talvolta trasformandolo in un adulto per farlo assumere più facilmente.
Kanchan scopre che il vero aspetto di Akubi è quello di una bella ragazza e ne rimane ammaliato. Anche Mario ne viene a conoscenza, innamorandosi pure lui, e col passare del tempo nasce una rivalità tra i due amici. Akubi può rimanere sulla Terra solo finché che Kanchan deve ancora scoprire qual è il suo sogno, a quel punto il suo tirocinio potrà dirsi terminato. Il sogno di Kanchan però è quello di sposare Akubi, ma le leggi del mondo della magia sono ferree e la giovane maga non può rimanere con lui. Kanchan allora è costretto a dirle addio, tra le lacrime, promettendole di fare sempre del suo meglio nei giorni futuri della sua vita.

## Personaggi
Kantaro Yodayama (与田山 カン太郎?, Yodayama Kantarō)
Doppiato da: Miyuri Shimabukuro (ed. giapponese), Martina Tamburello (ed. italiana).
Il protagonista, soprannominato Kanchan, un ragazzino pigro che vorrebbe passare le sue giornate a oziare ma viene sempre coinvolto da Akubi ogni qualvolta c'è da mettersi in gioco.
Akubi (アクビ?)
Doppiata da: Sumire Morohoshi (ed giapponese), Jolanda Granato (ed. italiana).
La figlia del Re Mago tornata sulla Terra per allenarsi ad usare la magia e diventare in futuro la degna erede al trono di suo padre. È sempre felice e anche un po' ingenua, tanto da non accorgersi mai di piacere a due ragazzi. Quando esce dal vaso magico (in seguito a uno sbadiglio di qualcuno nelle vicinanze) assume l'aspetto di una bambina.
Re Mago (ハクション大魔王?, Hakushon Daimaō)
Doppiato da: Kouichi Yamadera (ed. giapponese), Luca Semeraro (ed. italiana).
L'attuale sovrano del mondo magico. Quando esce dal vaso (in seguito a uno starnuto di qualcuno nelle vicinanze) assume un aspetto grasso e goffo.
Puuta (プゥータ?, Pu~ūta)
Doppiato da: Daiki Yamashita (ed. giapponese), Giuseppe Palasciano, Jessica Di Muro (ed. italiana).
È il fratello minore di Akubi. Nonostante sia un normale adolescente come sua sorella, quando esce dal vaso (in seguito al rilascio di un peto da parte di qualcuno nelle vicinanze) diventa un neonato incapace di parlare. Puuta approfitta del suo aspetto innocente per lanciare incantesimi disturbanti senza venire incolpato.
Mario Kenmari (賢麻里マリオ?, Kenmari Mario)
Doppiato da: Haruka Tomatsu (ed. giapponese), Patrizia Mottola (ed. italiana).
Il migliore amico di Kanchan che condivide con lui la stessa passione per i treni e, dopo aver scoperto il vero aspetto di Akubi, anche la stessa cotta per lei. Si emoziona spesso rilasciando una puzzetta, con cui evoca Puuta.
Kanichi Yodayama ( 与田山カンイチ?, Yodayama Kan`ichi)
Doppiato da: Toshio Furukawa (ed. giapponese), Aldo Stella (ed. italiana).
È il nonno di Kantaro, nonché il protagonista della serie storica ormai invecchiato. Quando lo incontra gli dona un insegnamento importante per stimolare la sua forza di volontà.
Sorekara Ojisan (ソレカラおじさん?)
Doppiato da: Shigeru Nagashima (ed. giapponese), Riccardo Peroni (ed. italiana).
È un personaggio stilizzato che compare tra una scena e l'altra, assumendo in parte il ruolo di narratore.

## Episodi
Nella maggior parte degli episodi, prima della sigla iniziale, è presente un siparietto in cui il Re Mago, Akubi e Puuta analizzano un oggetto di uso comune (come ad esempio la televisione, il telefono, le torte, ecc.) mostrando come questo è cambiato dal 1970 al 2020, confrontando anche i diversi usi che ne fanno due generazioni differenti.
| Nº | Titolo italiano Giapponese 「Kanji」 - Rōmaji                                                                                         | In onda           | In onda        |
| Nº | Titolo italiano Giapponese 「Kanji」 - Rōmaji                                                                                         | Giapponese        | Italiano       |
| 1  | Uscita e arrivata! Sono Akubi 「出まして 来まして アクビです!の話」 - Demashite kimashite akubidesu! No hanashi                       | 11 aprile 2020    | 21 luglio 2022 |
| 2  | Puuta dei peti, scatenato! 「おならのプゥータ、大暴れ! の話」 - Onara no pu~ūta, dai abare! No hanashi                                | 18 aprile 2020    | 21 luglio 2022 |
| 3  | E dal vaso, ahahanhan! 「壺の中からアハハンハン! の話」 - Tsubo no naka kara ahahanhan! No hanashi                                    | 25 aprile 2020    | 21 luglio 2022 |
| 4  | Incidente, please! 「アクシデント、プリーズ! の話」 - Akushidento, purīzu! No hanashi                                                 | 2 maggio 2020     | 21 luglio 2022 |
| 5  | Ci sono due Re Maghi!? 「大魔王が2人!? の話」 - Dai maō ga 2-ri!? No hanashi                                                          | 9 maggio 2020     | 21 luglio 2022 |
| 6  | Mamma è una idol! 「ママはアイドル! の話」 - Mamahaaidoru! No hanashi                                                                 | 16 maggio 2020    | 21 luglio 2022 |
| 7  | Puuta che va all'asilo! 「プゥータを保育園に入れてみた! の話」 - Pu~ūta o hoikuen ni irete mita! No hanashi                           | 23 maggio 2020    | 21 luglio 2022 |
| 8  | Ninja vs Maghi 「忍者VS魔法使い! の話」 - Ninja VS mahōtsukai! No hanashi                                                             | 20 giugno 2020    | 21 luglio 2022 |
| 9  | Si è rotto il vaso magico! 「魔法の壺が割れちゃった! の話」 - Mahō no tsubo ga ware chatta! No hanashi                                | 27 giugno 2020    | 21 luglio 2022 |
| 10 | Kanchan diventa un cane! 「カンちゃん、犬になる! の話」 - Kan-chan, inu ni naru! No hanashi                                           | 4 luglio 2020     | 21 luglio 2022 |
| 11 | Pirarucù? Cos'è? È buono? 「ピラルクー? 何それ? おいしいの? の話」 - Pirarukū? Nanisore? Oishī no? No hanashi                         | 11 luglio 2020    | 21 luglio 2022 |
| 12 | L'appuntamento ideale sotto i fuochi 「理想の花火デート! の話」 - Risō no hanabi dēto! No hanashi                                     | 18 luglio 2020    | 21 luglio 2022 |
| 13 | Soldi o idee? L'esperto di campeggio! 「カネかアイデアか!? キャンプの達人! の話」 - Kane ka aidea ka!? Kyanpu no tatsujin! No hanashi | 25 luglio 2020    | 21 luglio 2022 |
| 14 | Torna il vecchio Kanchan! 「元祖カンちゃんが帰ってきた! の話」 - Ganzo kan-chan ga kaettekita! No hanashi                             | 1º agosto 2020    | 21 luglio 2022 |
| 15 | È saltato fuori da un anime?! 「アニメから飛び出した!? の話」 - Anime kara tobidashita!? No hanashi                                   | 8 agosto 2020     | 21 luglio 2022 |
| 16 | Ognuno ha paure diverse! 「怖いものって人それぞれ! の話」 - Kowaimono tte hito sorezore! No hanashi                                   | 15 agosto 2020    | 21 luglio 2022 |
| 17 | Il caso del furto alla grande magione... 「大豪邸窃盗事件 解決編! の話」 - Dai gōtei settō jiken kaiketsu-hen! No hanashi             | 29 agosto 2020    | 21 luglio 2022 |
| 18 | Kanchan pasticciere! 「ケーキ屋カンちゃん! の話」 - Kēki-ya kan-chan! No hanashi                                                      | 5 settembre 2020  | 21 luglio 2022 |
| 19 | Sogno trovato! 「夢をみつけた! の話」 - Yume o mitsuketa! No hanashi                                                                  | 19 settembre 2020 | 21 luglio 2022 |
| 20 | Addio, Akubi! 「さよなら、アクビ! の話」 - Sayonara, akubi! No hanashi                                                                | 26 settembre 2020 | 21 luglio 2022 |

## Colonna sonora
Il direttore del suono è Satoshi Motoyama e la colonna sonora è stata composta da Takamitsu Shimazaki, Hiroshi Sasaki e Teppei Shimizu per la Smile Company. La sigla iniziale si intitola Satesu Hakushon (サテスハクション?), è cantata da Tamio Okuda e riprende alcune parti della sigla della serie storica. Ci sono due sigle di chiusura: Akubi wo Sureba (あくびをすれば?) di Friends (ep. 1-10) e FureFure (フレフレ?) di Shōko Nakagawa (ep. 11-20).